# Dagoberto Lavalle
Dagoberto Lavalle (25 de marzo de 1925 - 13 de junio de 1991) fue un futbolista peruano que jugaba como mediocampista y jugó, entre otros clubes, por Sport Boys y Alianza Lima de la Primera División del Perú.

## Trayectoria
Inició su carrera en el Santiago Barranco de su distrito natal, Barranco. Con este club fue campeón de la Segunda División del Perú en 1945. Sin embargo, el club no obtuvo el ascenso tras perder en los dos partidos de promoción ante Sport Boys del Callao, último de la Primera División, en la llamada "Rueda trágica".
En 1946, junto a su compañero Rigoberto Felandro, fue contratado por el Sport Boys. En 1951 logró el título del primer Campeonato Profesional peruano con este equipo como half central integrando el mediocampo con Lorenzo Pacheco y "Joe" Calderón. Pasó al año siguiente al Deportivo Municipal, jugando luego por el Alianza Lima y Ciclista Lima.
Fue sobrino nieto de José María Lavalle (futbolista de Alianza Lima en las décadas de 1920 y 1930) y padre de Dagoberto Lavalle Fukushima (futbolista de Sport Boys a inicios de los años 1970).

## Selección nacional
Fue internacional con la Selección de fútbol del Perú en 11 partidos entre 1949 y 1956. Hizo su debut en el Campeonato Sudamericano 1949 ante Bolivia en la victoria peruana por 3-0.

### Participaciones en Copa América
| Copa América      | Sede   | Resultado |
| ----------------- | ------ | --------- |
| Copa América 1949 | Brasil | Tercero   |
| Copa América 1955 | Chile  | Tercero   |

## Clubes
| Club                | País | Año       |
| ------------------- | ---- | --------- |
| Santiago Barranco   | Perú | 1944-1945 |
| Sport Boys          | Perú | 1946-1951 |
| Deportivo Municipal | Perú | 1952-1955 |
| Alianza Lima        | Perú | 1956-1960 |
| Ciclista Lima       | Perú | 1961-1962 |

## Palmarés

### Campeonatos nacionales
| Título                    | Club              | País | Año  |
| ------------------------- | ----------------- | ---- | ---- |
| Segunda División del Perú | Santiago Barranco | Perú | 1945 |
| Liga Peruana de Fútbol    | Sport Boys        | Perú | 1951 |